# Kaplica św. Aleksandra Newskiego w Białowieży
Kaplica pod wezwaniem św. Aleksandra Newskiego – kaplica prawosławna (tzw. czasownia) w Białowieży. Należy do parafii św. Mikołaja w Białowieży, w dekanacie Hajnówka diecezji warszawsko-bielskiej Polskiego Autokefalicznego Kościoła Prawosławnego.
Kaplica znajduje się na terenie Skansenu Architektury Drewnianej Ludności Ruskiej Podlasia. Zbudowana w latach 1996–1998 jako replika kaplicy Świętych Braci Machabeuszy w Nowoberezowie. Drewniana, na planie ośmioboku. Dach namiotowy kryty gontem, zwieńczony blaszanym cebulastym hełmem. W sąsiedztwie kaplicy dwa zabytkowe, drewniane ośmioramienne krzyże.
Nabożeństwa w kaplicy odprawiane są w uroczystość patronalną – 12 września (według starego stylu 30 sierpnia).